# Chaac Patera
La Chaac Patera è una struttura geologica della superficie di Io.